# Rödbröstad malkoha
Rödbröstad malkoha (Phaenicophaeus curvirostris) är en fågel i familjen gökar inom ordningen gökfåglar.

## Utseende och läte
Rödbröstad malkoha är en stor gök. Kombinationen av rött ansikte, stirrande ljuda ögon och, röd övre näbbhalva och ljus undre ger den ett clownliknande utseende. Ovansidan är mörkt grönglansig, undersidan kastanjebrun. Lätena beskrivs som ihåliga och knackande.

## Utbredning och systematik
Rödbröstad malkoha delas in i sex underarter med följande utbredning:
- Phaenicophaeus curvirostris singularis – förekommer från södra Myanmar till södra Thailand, Malackahalvön och Sumatra
- Phaenicophaeus curvirostris oeneicaudus – förekommer på Mentawaiöarna (sydvästra Sumatra)
- Phaenicophaeus curvirostris curvirostris – förekommer på västra och centrala Java
- Phaenicophaeus curvirostris deningeri – förekommer på östra Java och Bali
- Phaenicophaeus curvirostris microrhinus – förekommer på Borneo och Bangka
- Phaenicophaeus curvirostris harringtoni – förekommer i södra Filippinerna (Palawan, Balabac, Busuanga, Culion, Calauit)

Tidigare inkluderades mentawaimalkoha (Phaenicophaeus oeneicaudus) i arten, men denna urskiljs sedan 2014 som egen art av Birdlife International och Internationella naturvårdsunionen, sedan 2024 även av IOC.

## Levnadssätt
Rödbröstad malkoha hittas i skogsområden i lågland och lägre bergstrakter. Den är trög och nästan däggdjurslik när den rör sig i lövverket, ibland tillsammans med andra arter i kringvandrande födosökande grupper.

## Status
Internationella naturvårdsunionen IUCN kategoriserar arten som livskraftig.

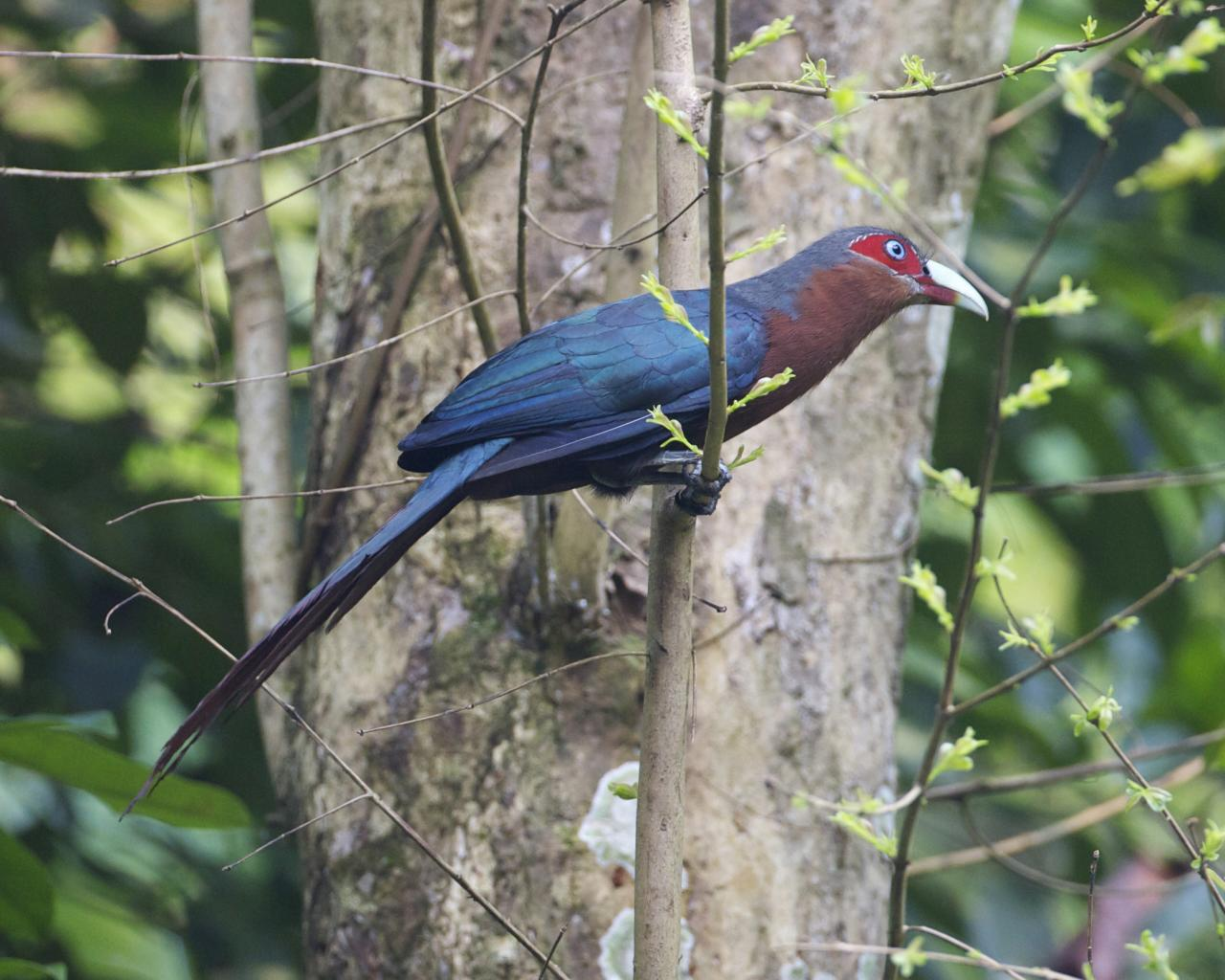